# Jüdischer Friedhof (Angermünde)

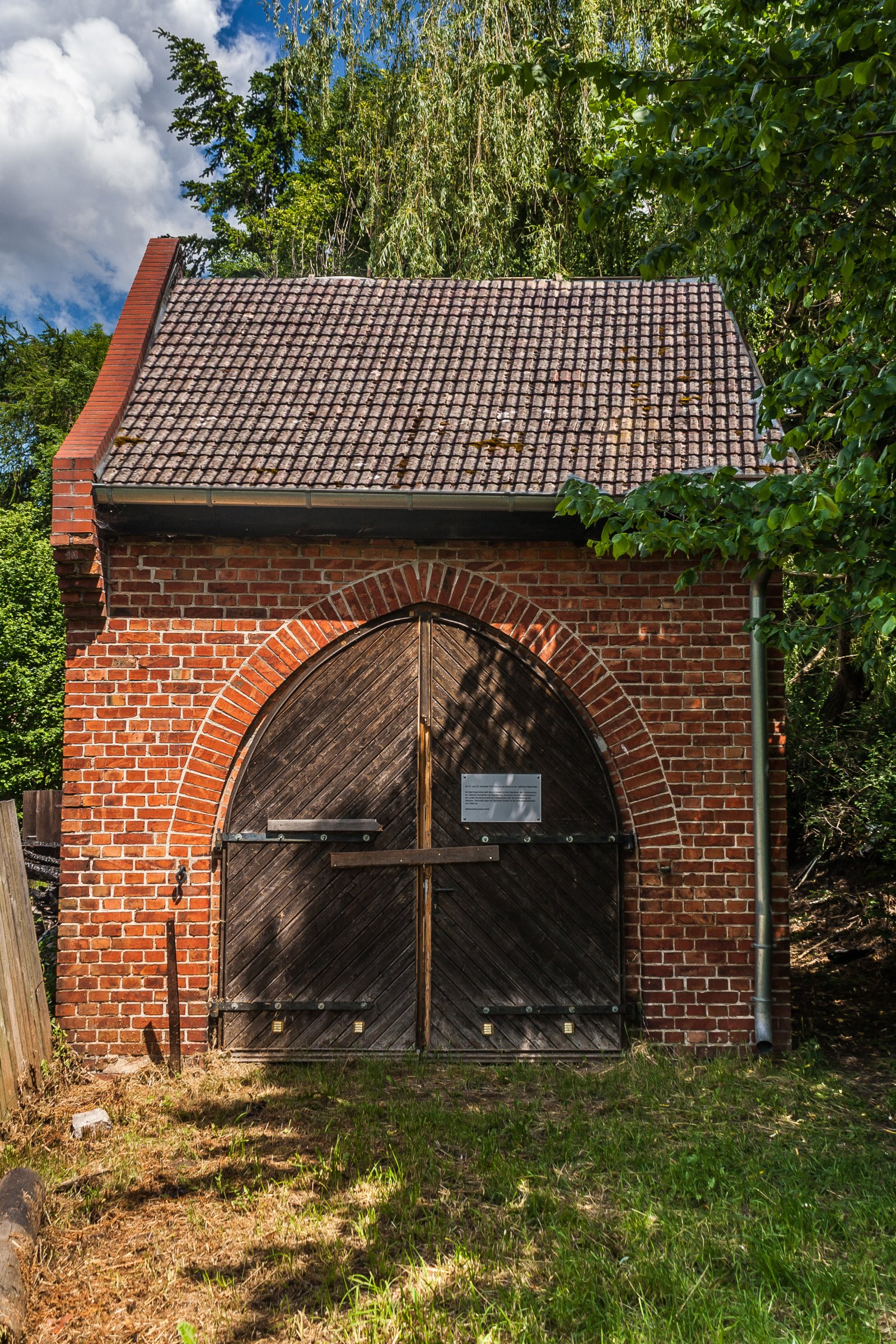
Leichenwagenhalle der ehemaligen jüdischen Gemeinde Angermünde

Der Jüdische Friedhof Angermünde liegt in Angermünde, einer Stadt im Landkreis Uckermark im Bundesland Brandenburg.
Beim Novemberpogrom 1938 wurde nicht nur die Synagoge in der Klosterstraße niedergebrannt, sondern auch der jüdische Friedhof an der Puschkinallee (Lage) zerstört. Im April 1944 erfolgte der Verkauf der Grabsteine an einen Steinmetzmeister aus Eberswalde, diese wurden dann abtransportiert. Ihr Verbleib ist nicht bekannt. Die Leichenwagenhalle wurde 1914 erbaut, diente während der NS-Zeit und der DDR als Autogarage.